# Jan Drion
Jan Drion (Den Haag, 30 december 1915 – Leiden, 1 maart 1964) was een Nederlands jurist en hoogleraar aan de Rijksuniversiteit Leiden. Hij was tot zijn plotselinge dood in 1964 een van de vormgevers van het Nieuwe Burgerlijk Wetboek.
Jan Drion was zoon van politicus Frans Drion en oudere broer van rechtsgeleerde Huib Drion (de twee broers waren van 1958 tot 1964 tegelijk hoogleraar burgerlijk recht in Leiden). Hij trouwde in 1955 met Elisabeth Johanna "Liz" van Rooijen; zij kregen drie zoons, onder wie jurist Coen Drion.
In de Tweede Wereldoorlog gaf hij met zijn broer Huib het verzetsblad De Geus onder studenten uit. Dit blad had aan het eind van de oorlog een oplage van 5000 exemplaren en werd grotendeels door de twee broers zelf volgeschreven.
Drion promoveerde op 28 juni 1950 cum laude bij Eduard Meijers op het rechtshistorische proefschrift Administratie contra rechter. Kort daarna werd hij reeds benoemd tot hoogleraar burgerlijk recht en internationaal privaatrecht aan de Universiteit Leiden als opvolger van zijn leermeester Meijers, die de pensioengerechtigde leeftijd had bereikt. Op 3 november 1950 hield hij zijn oratie Stare decisis, het gezag van precedenten.
- Biografisch Portaal: 36778592
- International Standard Name Identifier: 0000 0000 4456 9830
- Library of Congress Control Number: no2007036503
- Nederlandse Thesaurus van Auteursnamen: 069346569
- Parlement.com: vic7ff9lk9ve
- Virtual International Authority File: 63783587
- WorldCat: E39PBJdGFMtbG3cdPYBYjJ83cP